# Kierownictwo Walki Konspiracyjnej
Kierownictwo Walki Konspiracyjnej (KWK) – organ kierujący akcją bieżącą Armii Krajowej (AK), utworzony wewnątrz Komendy Głównej AK jesienią 1942 roku na mocy decyzji dowódcy AK gen. S. Roweckiego "Grota". W skład KWK wchodzili: dowódca AK, szef sztabu Komendy Głównej AK oraz szefowie poszczególnych pionów: Kedywu, Biura Informacji i Propagandy, Wydziału Kontrwywiadu w II oddziale Sztabu oraz szef Kierownictwa Walki Cywilnej. 
W połowie lipca 1943 roku KWK przestało istnieć; w myśl porozumienia między Delegatem Rządu Rzeczypospolitej Polskiej na Kraj a dowódcą AK kierowanie całą akcją bieżącą w kraju (nie tylko akcją bieżącą AK) przejęło Kierownictwo Walki Podziemnej. Niektóre źródła podają, że Kierownictwo Walki Podziemnej powstało w wyniku połączenia w 1943 Kierownictwa Walki Konspiracyjnej z Kierownictwem Walki Cywilnej. Jego pierwszym zadaniem było rozpowszechnienie zasad walki cywilnej w całym kraju, następnym- ich egzekwowanie. Miały temu służyć sądy podziemne. Komplet sądzący składał się z trzech sędziów, z których jeden musiał być prawnikiem zawodowym, a orzekał na podstawie zgromadzonego materiału dowodowego i zeznań świadków. Rozprawy były tajne, a o doprowadzeniu oskarżonego decydował przewodniczący, o ile nie zagrażało to bezpieczeństwu sądu. Oskarżonego, nawet nieobecnego, bronił wyznaczony obrońca. Od wyroku nie przysługiwało odwołanie, ale wymagał on zatwierdzenia odpowiedniego delegata rządu. Orzeczenie kary śmierci za zdradę, szpiegostwo, denuncjację lub prześladowania oparte były na polskim kodeksie karnym z 1932 roku a uchwała Komitetu Ministrów do Spraw Kraju z 16.04.1940 roku nadawała sądom podziemnym charakter sądów państwowych.
Kierownictwo posiadało własną sieć radiostacji pozwalającą utrzymać kontakt z Londynem. Szczególną rolę odegrała radiostacja "Świt", uruchomiona pod Londynem. Dzięki stałemu napływowi świeżych informacji drogą radiową z kraju oraz ścisłej tajemnicy utrzymywanej przez Kierownictwo udało się stworzyć pozory nadawania z terenu Polski. Inne działania Kierownictwa obejmowały akcje przeciwko przymusowi pracy, kontyngentom oraz kinom i loterii, z których dochody płynęły na uzbrojenie armii niemieckiej. Po wybuchu wojny niemiecko-radzieckiej wzmogła też działalność organizacja małego sabotażu "Wawer". Od lipca 1942 Kierownictwo informowało drogą radiową Londyn o nasilającej się akcji antyżydowskiej. Niestety, czynniki alianckie nie wierzyły doniesieniom z Polski, uważając je za przesadzone. Dopiero po paru miesiącach, gdy wywiad angielski potwierdził wiadomości o tragedii żydowskiej, depesze Kierownictwa zaczęto traktować poważniej. 17.09.1942 roku Kierownictwo wydało odezwę stwierdzającą bezprecedensowy charakter mordu na Żydach. Nie mogąc mu się przeciwstawić czynnie, Kierownictwo w imieniu całego narodu zaprotestowało przeciw zbrodni dokonywanej na ludności żydowskiej. W listopadzie 1942 roku specjalny emisariusz Delegatury Jan Kozielewski-Karski, który uprzednio dostał się w przebraniu wartownika estońskiego do wnętrza obozu w Bełżcu, dotarł na Zachód, gdzie poinformował w szczegółach rządy RP, Wielkiej Brytanii i USA o ludobójstwie niemieckim na Żydach w Polsce. 
04.12.1942 roku z inicjatywy licznych organizacji podziemnych powołano do życia, za zgodą Delegata Rządu, Radę Pomocy Żydom pod kryptonimem "Żegota" z Julianem Grobelnym z PPS na czele. Rada rozszerzyła i usprawniła opiekę nad ukrywającymi się Żydami, dostarczając im kryjówek, dokumentów, pieniędzy, żywności czy opieki lekarskiej. Przypadki szantażu lub denuncjacji były surowo tępione. W marcu 1943 roku Kierownictwo wydało oświadczenie zapowiadające bezwzględne karanie tego rodzaju przestępstw, a wkrótce wydano pierwsze wyroki śmierci za "szmalcownictwo".